# Pidonia leidyi
Pidonia leidyi là một loài bọ cánh cứng trong họ Cerambycidae.